# Haplocladium gracilisetum
Haplocladium gracilisetum là một loài rêu trong họ Thuidiaceae. Loài này được Thér. mô tả khoa học đầu tiên năm 1930.